# Rotorua

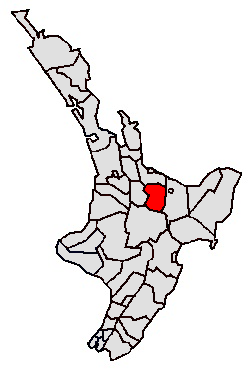
Rotorua kerület helyzete az Északi-szigeten

Rotorua (jelentése maori nyelven: második tó, teljes neve: Te Rotorua-nui-a-Kahumatamomoe, azaz Kahumatamomoe – egy korai maori főnök – második tava) üdülőváros és turistaközpont, valamint környékével együtt alapfokú közigazgatási egység, azaz kerület (district) Új-Zéland Északi-szigetén, a Bay of Plenty régióban. A Rotorua kerület egy kisebb része átnyúlik a szomszédos Waikato régió területére, mivel Új-Zélandon az alsó és a felső szintű közigazgatási területek nem épülnek hierarchikusan egymásra. Rotorua az ország 10. legnagyobb városias települése („urban area”) a Bay of Plenty régión belül pedig a második Tauranga után. A Rotorua kerület teljes becsült lakossága 69 200, közülük 3600 fő él a Waikato régióhoz tartozó területen.
Rotorua a hasonló nevű tó partján, az Északi-sziget közepén helyezkedik el,  60 kilométerre délre Taurangától, 80 kilométerre északra a Taupói-tótól, 105 kilométerre keletre Hamiltontól, és 230 kilométerre délkeletre Auckland városától.
A város a nemzetközi és hazai turizmus fontos központja; a kerület legfontosabb gazdasági ágazata az idegenforgalom, amelynek fő helyi vonzereje a geotermikus aktivitás, a gejzírek, hőforrások és más utóvulkáni jelenségek. A Rotoruai-tó maga is a 240 000 évvel ezelőtt itt felrobbant vulkán kalderájában fekszik. A környéken több más vulkán is működött, az utolsó itteni kitörésre 25 000 évvel ezelőtt került sor. 
Rotorua környékén a városnak is nevet adó tó mellett tucatnyi más nagyobb tó is található, ezeket együttesen rotoruai tavaknak is szokták nevezni. Összes felületük csaknem 250 km².

## Földrajza
A Rotorua kerület az Északi-sziget Központi vulkáni fennsíkjának északi szélén helyezkedik el. Az egész területet a nagyfokú geotermikus aktivitás jellemzi. Egyes gejzírek közel 20 méter magas víz- és gőzoszlopot képesek kilövellni.  
Roptorua város közvetlenül a mintegy 80 négyzetkilométeres Rotoruai-tó déli partján fekszik, melyről a nevét kapta. Ez az Északi-sziget második legnagyobb tava a Taupói-tó után. A környező nagyobb városok meter weiter nördlich liegt die Stadt Tauranga, 80 kilométerre északra, Hamilton (Új-Zéland) 105 kilométerre északnyugatra és Taupó 82 kilométerre délnyugatra. 
A kerület két különböző régióban fekszik. Nincs közvetlen összeköttetése a tengerrel. Délen a Taupói kerület, nyugaton a South-Waikato kerület, északon a Western-Bay-of-Plenty kerület keleten pedig a Whakatane kerület határolja.

## Éghajlat
Rotorua és környéke 250-300 méter tengerszint feletti magasságon fekszik. Éghajlata meleg, szubtrópusi, jelentős, évi mintegy 1300 mm csapadékkal. A szigeten belüli helyzetének köszönhetően kevésbé szeles, mint az ország sok más része. A nyári (december-február) napi maximum-hőmérsékletek 23 fok körül, a téli (június-augusztus) napi minimumok 3-5 fok körül mozognak, időnként fagy is előfordul. 2011-ben, ötven év után először, hó is esett a városban. A nyári napi átlagok 16-18 fok között vannak, a téliek 6-8 fok között.

## Történelme

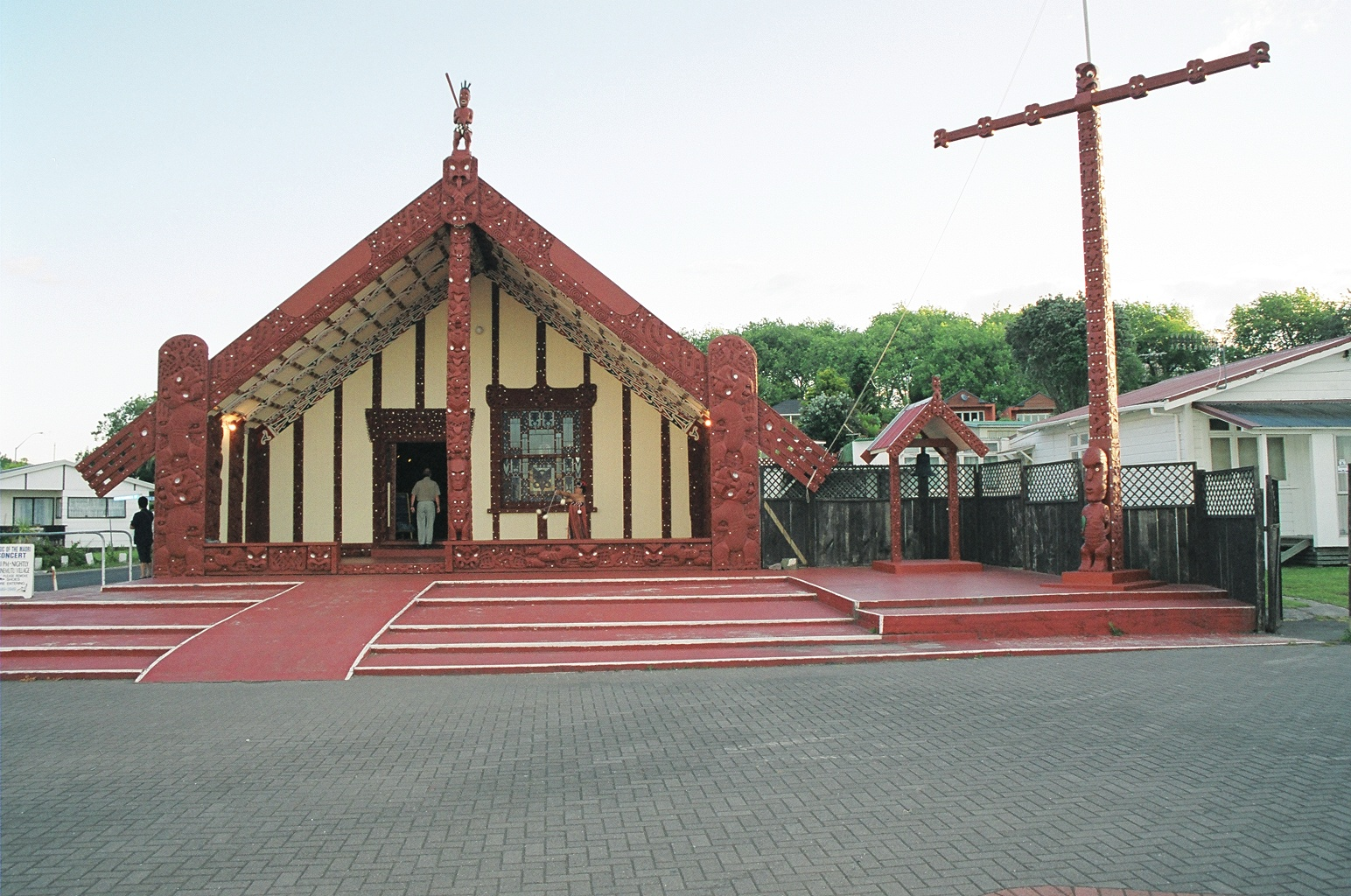
Maori közösségi ház

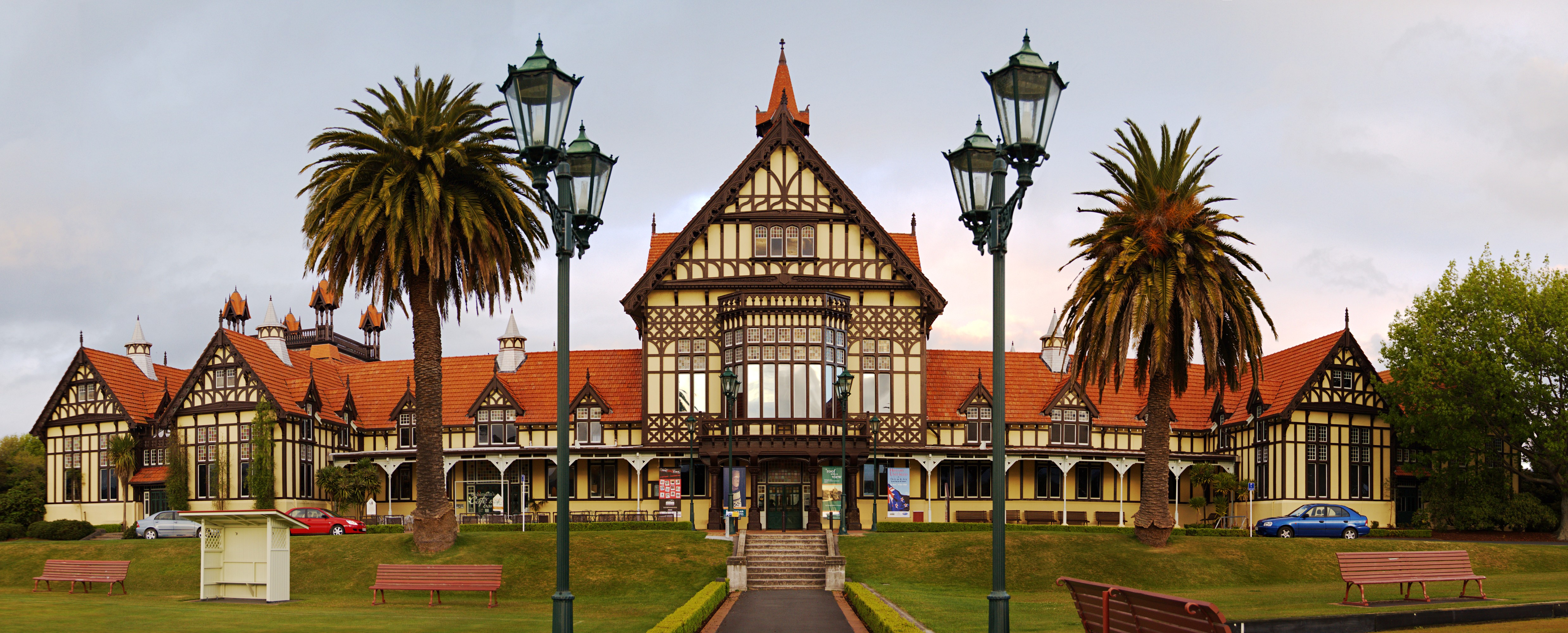
A Rotoruai Művészeti és Történelmi Múzeum

A környéken a maori bevándorlás után a Te Arawa törzs („iwi”) telepedett meg. Az első itt megtelepedő európai  valószínűleg Phillip Tapsell volt, aki 1828-tól kezdve folytatott itt kereskedelmi tevékenységet. Benősült a Te Arawa törzsbe és nagy tekintélyt vívott ki magának. 1831-től Henry Williams és Thomas Chapman misszionáriusok tevékenykedtek itt.
A  tó partján az 1860-as években, az új-zélandi maorik belső polgárháborúja idején jelentős összecsapások zajlottak. 1883-ban a gyarmati hatóságok „különleges városi kerületet” hoztak itt létre a turizmus fejlesztése érdekében. 1886-ig itt voltak a messze földön híres Rózsaszín és fehér teraszok, ezeket azonban a Tarawera-vulkán akkori kitörése elpusztította.
1894-től már vasútvonal kapcsolta Auckland városához. 1922-ben alakult meg a helyi közigazgatási kerület (borough), a következő évben választották az első polgármestert. 1962-ben nyilvánították várossá, majd az 1979-es közigazgatási reform jegyében kerületi (district) rangot kapott.

## Demográfia
A 2013-as új-zélandi népszámlálás adatai szerint a Rotorua kerület lakossága 65 280 fő volt, ezzel a 12. helyet foglalták el a 67 új-zélandi alapfokú közigazgatási egység sorában. A lakosság 37,5% volt maori, szemben az országos 14,9%-kal. 67,5% vallotta magát európai származásúnak (természetesen többféle származást is meg lehetett nevezni), 5,1% a csendes-óceáni szigetvilágból származónak, 6,3% pedig ázsiainak. Az angol után a legtöbben a maori nyelvet, beszélték, a lakosság 11,6%-a. Az átlagéletkor 37,3 év volt, a lakosság 13,8%-a volt idősebb 65 évnél. A lakosság túlnyomó része Rotorua városában élt, csak mintegy 10 000 fő élt a környező kis településeken.

## Gazdaság
A helyi gazdaság messze legfontosabb ágazata az idegenforgalom, ez az Északi-sziget legjelentősebb turistaközpontja. A környék természeti szépségei mellett a jelentős számú maori lakosság kulturális aktivitása is sok látogatót vonz. A helyiek igyekeznek változatos módon gondoskodni a turisták szórakoztatásáról.
A város szélén már a 19. és 20. század fordulóján szépen gondozott városi parkot alakítottak ki Government Gardens néven, ahol később  Rotoruai Művészeti és Történelmi Múzeum is helyet kapott az 1908-ban megnyílt Tudor-stílusú fürdőépületben, annak teljes rekonstrukciója után. A múzeum többe között a maori történelem és népművészet kiemelkedő gyűjteményét őrzi és mutatja be.

## Közlekedés
A város közúton és repülővel is könnyen elérhető. Új-Zéland országos főútvonalai közül érinti Rotoruát az 5-ös, a 30-as, 30A jelű, és itt ér véget a 33-as és a 36-os főútvonal. A legfontosabb közülük az 5-ös út, amely összeköti a várost az új-zélandi közlekedés fő ütőerével, az 1-es főúttal. Az 5-ös út itteni szakaszát Thermal Explorer Highway-nek is nevezik.
A város repülőtere, a Rotorua Regional Airport hat kilométerre fekszik a központtól. Az 1894-ben indult vasúti közlekedés a 2000-es években a kihasználatlanság miatt megszűnt.

## Fordítás
- Ez a szócikk részben vagy egészben a Rotorua című angol Wikipédia-szócikk ezen változatának fordításán alapul.  Az eredeti cikk szerkesztőit annak laptörténete sorolja fel. Ez a jelzés csupán a megfogalmazás eredetét és a szerzői jogokat jelzi, nem szolgál a cikkben szereplő információk forrásmegjelöléseként.
- Ez a szócikk részben vagy egészben a Rotorua-Distrikt című német Wikipédia-szócikk ezen változatának fordításán alapul.  Az eredeti cikk szerkesztőit annak laptörténete sorolja fel. Ez a jelzés csupán a megfogalmazás eredetét és a szerzői jogokat jelzi, nem szolgál a cikkben szereplő információk forrásmegjelöléseként.

1. ↑  Subnational population estimates (urban rural), by age and sex, at 30 June 1996-2020 (2020 boundaries) (angol nyelven). Stats NZ(wd), 2020. június 30. (Hozzáférés: 2021. augusztus 17.)